# Солуков
Солу́ков (укр. Солуків) — село в Долинской городской общине Калушского района Ивано-Франковской области Украины.
Население по переписи 2001 года составляло 1079 человек. Занимает площадь 8,94 км². Почтовый индекс — 77523. Телефонный код — 3477.